# Faiga dropia
Faiga dropia är en insektsart som beskrevs av Irena Dworakowska 1980. Faiga dropia ingår i släktet Faiga och familjen dvärgstritar. Inga underarter finns listade i Catalogue of Life.